# 햐쿠만텐바라 살로메
햐쿠만텐바라 살로메(일본어: 壱百満天原サロメ)는 ANYCOLOR 주식회사가가 운영하는 니지산지에 속한 달린다 일본의 버추얼 유튜버.